# Tour de Belgique féminin 2021
La 9e édition du Tour de Belgique féminin, aussi dénommé Lotto Belgium Tour, a lieu du 22 au 25 juin 2021. La course fait partie du calendrier UCI féminin en catégorie 2.1.
Ellen van Dijk remporte le prologue. Lorena Wiebes gagne la première étape au sprint, tandis qu'Alena Amialiusik sort dans les tout derniers kilomètres pour s'imposer le lendemain. La dernière étape est décisive. Lotte Kopecky gagne en haut du mur de Grammont. Elle remporte le classement général et le classement par points par la même occasion. Ellen van Dijk est deuxième, meilleure grimpeuse et gagne le classement des secteurs pavés. Lorena Wiebes est troisième et meilleure jeune. Plantur-Pura est la meilleure équipe.

## Parcours
Le prologue, long de 4 km, comporte un léger faux-plat. La première étape comporte une courte partie en ligne d'une dizaine de kilomètres avant de parcourir un circuit de 25,8 km plat quatre fois. Sur la deuxième étape, un circuit de 27,2 km est couru cinq fois. Il comporte la côte de Congoberg qui a une longueur d'un kilomètre et celle Steenhoutberg avec trois cents mètres particulièrement pentus. La dernière étape se déroule comme de tradition à Grammont. Le circuit de 29,8 km est effectué trois fois. Il comprend le Bosberg et le mur de Grammont. L'arrivée est jugée au sommet de ce dernier.

## Équipes
| UCI Women's WorldTeams (5)- Team BikeExchange - Canyon-SRAM Racing - Team DSM - Movistar Team - Trek-Segafredo Équipes féminines continentales (9)- Bingoal Casino-Chevalmeire - Doltcini-Van Eyck Sport-Proximus - Lotto Soudal Ladies - Lviv Cycling Team - Multum Accountants - NXTG Racing - Parkhotel Valkenburg - Plantur-Pura - Rupelcleaning-Champion lubricants Équipes nationales (4)- Allemagne - Belgique - France - Norvège Équipe féminines amateur (6)- Bert containers-Pauwels Sauzen - Bingoal WB Ladies - Isorex - Keukens Redant - S-bikes Bodhi - Watersley R&D Équipe régionale et de club- WV Schijndel |
| |

## Étapes
| Étape     | Date    | Villes étapes           | type            | Distance (km) | Vainqueur d'étape | Leader du classement général |
| --------- | ------- | ----------------------- | --------------- | ------------- | ----------------- | ---------------------------- |
| Prologue  | 22 juin | Chimay – Chimay         | prologue        | 4             | Ellen van Dijk    | Ellen van Dijk               |
| 1re étape | 23 juin | Blankenberge – Bruges   | étape de plaine | 112,6         | Lorena Wiebes     | Jolien D'Hoore               |
| 2e étape  | 24 juin | Gammerages – Gammerages | étape de plaine | 137,5         | Alena Amialiusik  | Lorena Wiebes                |
| 3e étape  | 25 juin | Grammont – Grammont     | étape vallonnée | 101,1         | Lotte Kopecky     | Lotte Kopecky                |

## Déroulement de la course

### Prologue
La météo est froide et pluvieuse. Dans ses conditions, Ellen van Dijk avec deux secondes d'avance sur la jeune Elynor Backstedt.
| \| Classement de l'étape \| Classement de l'étape \| Classement de l'étape \| Classement de l'étape \| Classement de l'étape \| \| Coureuse \| Coureuse \| Pays \| Équipe \| Temps \| \| --------------------- \| --------------------- \| --------------------- \| --------------------- \| --------------------- \| \| 1re \| Ellen van Dijk \| Pays-Bas \| Trek-Segafredo \| 5 min 33 s \| \| 2e \| Elynor Bäckstedt \| Royaume-Uni \| Trek-Segafredo \| + 2 s \| \| 3e \| Jolien D'Hoore \| Belgique \| Belgique \| + 4 s \| \| 4e \| Lotte Kopecky \| Belgique \| Liv Racing \| + 5 s \| \| 5e \| Alice Barnes \| Royaume-Uni \| Canyon-SRAM Racing \| + 6 s \| \| 6e \| Pfeiffer Georgi \| Royaume-Uni \| Team DSM \| + 8 s \| \| 7e \| Lieke Nooijen \| Pays-Bas \| Parkhotel Valkenburg \| + 8 s \| \| 8e \| Lorena Wiebes \| Pays-Bas \| Team DSM \| + 9 s \| \| 9e \| Hannah Ludwig \| Allemagne \| Canyon-SRAM Racing \| + 11 s \| \| 10e \| Ella Harris \| Nouvelle-Zélande \| Canyon-SRAM Racing \| + 12 s \| |                  |                  |                      |            |
| |                  |                  |                      |            |
| |                  |                  |                      |            |
| Classement de l'étape |                  |                  |                      |            |
| Coureuse | Coureuse         | Pays             | Équipe               | Temps      |
| 1re | Ellen van Dijk   | Pays-Bas         | Trek-Segafredo       | 5 min 33 s |
| 2e | Elynor Bäckstedt | Royaume-Uni      | Trek-Segafredo       | + 2 s      |
| 3e | Jolien D'Hoore   | Belgique         | Belgique             | + 4 s      |
| 4e | Lotte Kopecky    | Belgique         | Liv Racing           | + 5 s      |
| 5e | Alice Barnes     | Royaume-Uni      | Canyon-SRAM Racing   | + 6 s      |
| 6e | Pfeiffer Georgi  | Royaume-Uni      | Team DSM             | + 8 s      |
| 7e | Lieke Nooijen    | Pays-Bas         | Parkhotel Valkenburg | + 8 s      |
| 8e | Lorena Wiebes    | Pays-Bas         | Team DSM             | + 9 s      |
| 9e | Hannah Ludwig    | Allemagne        | Canyon-SRAM Racing   | + 11 s     |
| 10e | Ella Harris      | Nouvelle-Zélande | Canyon-SRAM Racing   | + 12 s     |

| \| Classement général \| Classement général \| Classement général \| Classement général \| Classement général \| \| Coureuse \| Coureuse \| Pays \| Équipe \| Temps \| \| ------------------ \| ------------------ \| ------------------ \| -------------------- \| ------------------ \| \| 1re \| Ellen van Dijk \| Pays-Bas \| Trek-Segafredo \| 5 min 33 s \| \| 2e \| Elynor Bäckstedt \| Royaume-Uni \| Trek-Segafredo \| + 2 s \| \| 3e \| Jolien D'Hoore \| Belgique \| Belgique \| + 4 s \| \| 4e \| Lotte Kopecky \| Belgique \| Liv Racing \| + 5 s \| \| 5e \| Alice Barnes \| Royaume-Uni \| Canyon-SRAM Racing \| + 6 s \| \| 6e \| Pfeiffer Georgi \| Royaume-Uni \| Team DSM \| + 8 s \| \| 7e \| Lieke Nooijen \| Pays-Bas \| Parkhotel Valkenburg \| + 8 s \| \| 8e \| Lorena Wiebes \| Pays-Bas \| Team DSM \| + 9 s \| \| 9e \| Hannah Ludwig \| Allemagne \| Canyon-SRAM Racing \| + 11 s \| \| 10e \| Ella Harris \| Nouvelle-Zélande \| Canyon-SRAM Racing \| + 12 s \| |                  |                  |                      |            |
| |                  |                  |                      |            |
| |                  |                  |                      |            |
| Classement général |                  |                  |                      |            |
| Coureuse | Coureuse         | Pays             | Équipe               | Temps      |
| 1re | Ellen van Dijk   | Pays-Bas         | Trek-Segafredo       | 5 min 33 s |
| 2e | Elynor Bäckstedt | Royaume-Uni      | Trek-Segafredo       | + 2 s      |
| 3e | Jolien D'Hoore   | Belgique         | Belgique             | + 4 s      |
| 4e | Lotte Kopecky    | Belgique         | Liv Racing           | + 5 s      |
| 5e | Alice Barnes     | Royaume-Uni      | Canyon-SRAM Racing   | + 6 s      |
| 6e | Pfeiffer Georgi  | Royaume-Uni      | Team DSM             | + 8 s      |
| 7e | Lieke Nooijen    | Pays-Bas         | Parkhotel Valkenburg | + 8 s      |
| 8e | Lorena Wiebes    | Pays-Bas         | Team DSM             | + 9 s      |
| 9e | Hannah Ludwig    | Allemagne        | Canyon-SRAM Racing   | + 11 s     |
| 10e | Ella Harris      | Nouvelle-Zélande | Canyon-SRAM Racing   | + 12 s     |

### 1reétape
Dans les vingt derniers kilomètres, Kelly van den Steen et Natalie van Gogh sortent, mais elles sont reprises. Les équipes de sprinteuses contrôle la course. Au sprint, Lorena Wiebes s'impose devant Jolien D'Hoore. Cette dernière devient la nouvelle leader de l'épreuve.
| \| Classement de l'étape \| Classement de l'étape \| Classement de l'étape \| Classement de l'étape \| Classement de l'étape \| \| Coureuse \| Coureuse \| Pays \| Équipe \| Temps \| \| --------------------- \| --------------------- \| --------------------- \| --------------------- \| --------------------- \| \| 1re \| Lorena Wiebes \| Pays-Bas \| Team DSM \| 2 h 28 min 57 s \| \| 2e \| Jolien D'Hoore \| Belgique \| Belgique \| + 0 s \| \| 3e \| Barbara Guarischi \| Italie \| Movistar Team \| + 0 s \| \| 4e \| Alice Barnes \| Royaume-Uni \| Canyon-SRAM Racing \| + 0 s \| \| 5e \| Amber van der Hulst \| Pays-Bas \| Parkhotel Valkenburg \| + 0 s \| \| 6e \| Lauretta Hanson \| Australie \| Trek-Segafredo \| + 0 s \| \| 7e \| Arianna Fidanza \| Italie \| Team BikeExchange \| + 0 s \| \| 8e \| Emilie Moberg \| Norvège \| Norvège \| + 0 s \| \| 9e \| Susanne Andersen \| Norvège \| Team DSM \| + 0 s \| \| 10e \| Lotte Kopecky \| Belgique \| Belgique \| + 0 s \| |                     |             |                      |                 |
| |                     |             |                      |                 |
| |                     |             |                      |                 |
| Classement de l'étape |                     |             |                      |                 |
| Coureuse | Coureuse            | Pays        | Équipe               | Temps           |
| 1re | Lorena Wiebes       | Pays-Bas    | Team DSM             | 2 h 28 min 57 s |
| 2e | Jolien D'Hoore      | Belgique    | Belgique             | + 0 s           |
| 3e | Barbara Guarischi   | Italie      | Movistar Team        | + 0 s           |
| 4e | Alice Barnes        | Royaume-Uni | Canyon-SRAM Racing   | + 0 s           |
| 5e | Amber van der Hulst | Pays-Bas    | Parkhotel Valkenburg | + 0 s           |
| 6e | Lauretta Hanson     | Australie   | Trek-Segafredo       | + 0 s           |
| 7e | Arianna Fidanza     | Italie      | Team BikeExchange    | + 0 s           |
| 8e | Emilie Moberg       | Norvège     | Norvège              | + 0 s           |
| 9e | Susanne Andersen    | Norvège     | Team DSM             | + 0 s           |
| 10e | Lotte Kopecky       | Belgique    | Belgique             | + 0 s           |

| \| Classement général \| Classement général \| Classement général \| Classement général \| Classement général \| \| Coureuse \| Coureuse \| Pays \| Équipe \| Temps \| \| ------------------ \| ------------------ \| ------------------ \| -------------------- \| ------------------ \| \| 1re \| Jolien D'Hoore \| Belgique \| Belgique \| 2 h 34 min 26 s \| \| 2e \| Lorena Wiebes \| Pays-Bas \| Team DSM \| + 2 s \| \| 3e \| Ellen van Dijk \| Pays-Bas \| Trek-Segafredo \| + 4 s \| \| 4e \| Lotte Kopecky \| Belgique \| Belgique \| + 6 s \| \| 5e \| Alice Barnes \| Royaume-Uni \| Canyon-SRAM Racing \| + 10 s \| \| 6e \| Pfeiffer Georgi \| Royaume-Uni \| Team DSM \| + 12 s \| \| 7e \| Lieke Nooijen \| Pays-Bas \| Parkhotel Valkenburg \| + 12 s \| \| 8e \| Lauretta Hanson \| Australie \| Trek-Segafredo \| + 16 s \| \| 9e \| Shari Bossuyt \| Belgique \| NXTG Racing \| + 17 s \| \| 10e \| Britt Knaven \| Belgique \| NXTG Racing \| + 18 s \| |                 |             |                      |                 |
| |                 |             |                      |                 |
| |                 |             |                      |                 |
| Classement général |                 |             |                      |                 |
| Coureuse | Coureuse        | Pays        | Équipe               | Temps           |
| 1re | Jolien D'Hoore  | Belgique    | Belgique             | 2 h 34 min 26 s |
| 2e | Lorena Wiebes   | Pays-Bas    | Team DSM             | + 2 s           |
| 3e | Ellen van Dijk  | Pays-Bas    | Trek-Segafredo       | + 4 s           |
| 4e | Lotte Kopecky   | Belgique    | Belgique             | + 6 s           |
| 5e | Alice Barnes    | Royaume-Uni | Canyon-SRAM Racing   | + 10 s          |
| 6e | Pfeiffer Georgi | Royaume-Uni | Team DSM             | + 12 s          |
| 7e | Lieke Nooijen   | Pays-Bas    | Parkhotel Valkenburg | + 12 s          |
| 8e | Lauretta Hanson | Australie   | Trek-Segafredo       | + 16 s          |
| 9e | Shari Bossuyt   | Belgique    | NXTG Racing          | + 17 s          |
| 10e | Britt Knaven    | Belgique    | NXTG Racing          | + 18 s          |

### 2eétape
Dans le second tour, Rotem Gafinovitz  attaque dans le Steenhoutberg. Dans le tour suivant, elle est rejointe par un trio de favorites : Alice Barnes, Lotte Kopecky et Ellen van Dijk. Rotem Gafinovitz lâche, tandis que Kopecky et van Dijk connaissent toutes deux une crevaison à environ quarante kilomètres de l'arrivée. À dix kilomètres de l'arrivée, le secteur pavé, Hanna Ludwig tente de sortir mais Ellen van Dijk est vigilante. Un groupe de sept coureuses se détache alors, mais il est rapidement repris. Dans le dernier kilomètre, Alena Amialiusik attaque et s'impose seule. Derrière, Lorena Wiebes règle le groupe de poursuite. Elle s'empare de la tête du classement général.
| \| Classement de l'étape \| Classement de l'étape \| Classement de l'étape \| Classement de l'étape \| Classement de l'étape \| \| Coureuse \| Coureuse \| Pays \| Équipe \| Temps \| \| --------------------- \| --------------------- \| --------------------- \| --------------------- \| --------------------- \| \| 1re \| Alena Amialiusik \| Biélorussie \| Canyon-SRAM Racing \| 3 h 49 min 31 s \| \| 2e \| Lorena Wiebes \| Pays-Bas \| Team DSM \| + 3 s \| \| 3e \| Lotte Kopecky \| Belgique \| Belgique \| + 3 s \| \| 4e \| Ellen van Dijk \| Pays-Bas \| Trek-Segafredo \| + 4 s \| \| 5e \| Lourdes Oyarbide \| Espagne \| Movistar Team \| + 8 s \| \| 6e \| Jolien D'Hoore \| Belgique \| Belgique \| + 1 min 00 s \| \| 7e \| Sanne Cant \| Belgique \| Plantur-Pura \| + 1 min 00 s \| \| 8e \| Pfeiffer Georgi \| Royaume-Uni \| Team DSM \| + 1 min 00 s \| \| 9e \| Arianna Pruisscher \| Pays-Bas \| S-bikes Bodhi \| + 1 min 00 s \| \| 10e \| Julie De Wilde \| Belgique \| Plantur-Pura \| + 1 min 00 s \| |                    |             |                    |                 |
| |                    |             |                    |                 |
| |                    |             |                    |                 |
| Classement de l'étape |                    |             |                    |                 |
| Coureuse | Coureuse           | Pays        | Équipe             | Temps           |
| 1re | Alena Amialiusik   | Biélorussie | Canyon-SRAM Racing | 3 h 49 min 31 s |
| 2e | Lorena Wiebes      | Pays-Bas    | Team DSM           | + 3 s           |
| 3e | Lotte Kopecky      | Belgique    | Belgique           | + 3 s           |
| 4e | Ellen van Dijk     | Pays-Bas    | Trek-Segafredo     | + 4 s           |
| 5e | Lourdes Oyarbide   | Espagne     | Movistar Team      | + 8 s           |
| 6e | Jolien D'Hoore     | Belgique    | Belgique           | + 1 min 00 s    |
| 7e | Sanne Cant         | Belgique    | Plantur-Pura       | + 1 min 00 s    |
| 8e | Pfeiffer Georgi    | Royaume-Uni | Team DSM           | + 1 min 00 s    |
| 9e | Arianna Pruisscher | Pays-Bas    | S-bikes Bodhi      | + 1 min 00 s    |
| 10e | Julie De Wilde     | Belgique    | Plantur-Pura       | + 1 min 00 s    |

| \| Classement général \| Classement général \| Classement général \| Classement général \| Classement général \| \| Coureuse \| Coureuse \| Pays \| Équipe \| Temps \| \| ------------------ \| ------------------ \| ------------------ \| ------------------ \| ------------------ \| \| 1re \| Lorena Wiebes \| Pays-Bas \| Team DSM \| 6 h 23 min 56 s \| \| 2e \| Lotte Kopecky \| Belgique \| Belgique \| + 2 s \| \| 3e \| Ellen van Dijk \| Pays-Bas \| Trek-Segafredo \| + 9 s \| \| 4e \| Lourdes Oyarbide \| Espagne \| Movistar Team \| + 37 s \| \| 5e \| Alena Amialiusik \| Biélorussie \| Canyon-SRAM Racing \| + 58 s \| \| 6e \| Jolien D'Hoore \| Belgique \| Belgique \| + 59 s \| \| 7e \| Pfeiffer Georgi \| Royaume-Uni \| Team DSM \| + 1 min 13 s \| \| 8e \| Lauretta Hanson \| Australie \| Trek-Segafredo \| + 1 min 17 s \| \| 9e \| Shari Bossuyt \| Belgique \| NXTG Racing \| + 1 min 18 s \| \| 10e \| Marie Le Net \| France \| France \| + 1 min 19 s \| |                  |             |                    |                 |
| |                  |             |                    |                 |
| |                  |             |                    |                 |
| Classement général |                  |             |                    |                 |
| Coureuse | Coureuse         | Pays        | Équipe             | Temps           |
| 1re | Lorena Wiebes    | Pays-Bas    | Team DSM           | 6 h 23 min 56 s |
| 2e | Lotte Kopecky    | Belgique    | Belgique           | + 2 s           |
| 3e | Ellen van Dijk   | Pays-Bas    | Trek-Segafredo     | + 9 s           |
| 4e | Lourdes Oyarbide | Espagne     | Movistar Team      | + 37 s          |
| 5e | Alena Amialiusik | Biélorussie | Canyon-SRAM Racing | + 58 s          |
| 6e | Jolien D'Hoore   | Belgique    | Belgique           | + 59 s          |
| 7e | Pfeiffer Georgi  | Royaume-Uni | Team DSM           | + 1 min 13 s    |
| 8e | Lauretta Hanson  | Australie   | Trek-Segafredo     | + 1 min 17 s    |
| 9e | Shari Bossuyt    | Belgique    | NXTG Racing        | + 1 min 18 s    |
| 10e | Marie Le Net     | France      | France             | + 1 min 19 s    |

### 3eétape
Une échappée se forme en début d'étape. Elle comporte entre autres Jolien D'Hoore. Tout se décide dans la dernière ascension du mur de Grammont. Lorena Wiebes chute à deux kilomètres et demi de l'arrivée et perd ainsi sa tunique. Lotte Kopecky attaque dans la partie la plus dure et s'impose avec sept secondes d'avance sur Ellen van Dijk. Elle remporte ainsi également le classement général.
| \| Classement de l'étape \| Classement de l'étape \| Classement de l'étape \| Classement de l'étape \| Classement de l'étape \| \| Coureuse \| Coureuse \| Pays \| Équipe \| Temps \| \| --------------------- \| --------------------- \| --------------------- \| --------------------------------- \| --------------------- \| \| 1re \| Lotte Kopecky \| Belgique \| Belgique \| 2 h 30 min 21 s \| \| 2e \| Yara Kastelijn \| Pays-Bas \| Plantur-Pura \| + 7 s \| \| 3e \| Ellen van Dijk \| Pays-Bas \| Trek-Segafredo \| + 7 s \| \| 4e \| Annemarie Worst \| Pays-Bas \| Plantur-Pura \| + 14 s \| \| 5e \| Shari Bossuyt \| Belgique \| NXTG Racing \| + 14 s \| \| 6e \| Amber van der Hulst \| Pays-Bas \| Parkhotel Valkenburg \| + 18 s \| \| 7e \| Alena Amialiusik \| Biélorussie \| Canyon-SRAM Racing \| + 18 s \| \| 8e \| Mischa Bredewold \| Pays-Bas \| Parkhotel Valkenburg \| + 18 s \| \| 9e \| Marie Le Net \| France \| France \| + 21 s \| \| 10e \| Anna Kay \| Royaume-Uni \| Rupelcleaning-Champion lubricants \| + 23 s \| |                     |             |                                   |                 |
| |                     |             |                                   |                 |
| |                     |             |                                   |                 |
| Classement de l'étape |                     |             |                                   |                 |
| Coureuse | Coureuse            | Pays        | Équipe                            | Temps           |
| 1re | Lotte Kopecky       | Belgique    | Belgique                          | 2 h 30 min 21 s |
| 2e | Yara Kastelijn      | Pays-Bas    | Plantur-Pura                      | + 7 s           |
| 3e | Ellen van Dijk      | Pays-Bas    | Trek-Segafredo                    | + 7 s           |
| 4e | Annemarie Worst     | Pays-Bas    | Plantur-Pura                      | + 14 s          |
| 5e | Shari Bossuyt       | Belgique    | NXTG Racing                       | + 14 s          |
| 6e | Amber van der Hulst | Pays-Bas    | Parkhotel Valkenburg              | + 18 s          |
| 7e | Alena Amialiusik    | Biélorussie | Canyon-SRAM Racing                | + 18 s          |
| 8e | Mischa Bredewold    | Pays-Bas    | Parkhotel Valkenburg              | + 18 s          |
| 9e | Marie Le Net        | France      | France                            | + 21 s          |
| 10e | Anna Kay            | Royaume-Uni | Rupelcleaning-Champion lubricants | + 23 s          |

## Classements finals

### Classement général final
| \| Classement général \| Classement général \| Classement général \| Classement général \| Classement général \| \| Coureuse \| Coureuse \| Pays \| Équipe \| Temps \| \| ------------------ \| ------------------- \| ------------------ \| -------------------- \| ------------------ \| \| 1re \| Lotte Kopecky \| Belgique \| Belgique \| 8 h 54 min 09 s \| \| 2e \| Ellen van Dijk \| Pays-Bas \| Trek-Segafredo \| + 20 s \| \| 3e \| Lorena Wiebes \| Pays-Bas \| Team DSM \| + 36 s \| \| 4e \| Lourdes Oyarbide \| Espagne \| Movistar Team \| + 1 min 13 s \| \| 5e \| Alena Amialiusik \| Biélorussie \| Canyon-SRAM Racing \| + 1 min 24 s \| \| 6e \| Jolien D'Hoore \| Belgique \| Belgique \| + 1 min 38 s \| \| 7e \| Shari Bossuyt \| Belgique \| NXTG Racing \| + 1 min 40 s \| \| 8e \| Marie Le Net \| France \| France \| + 1 min 48 s \| \| 9e \| Amber van der Hulst \| Pays-Bas \| Parkhotel Valkenburg \| + 1 min 52 s \| \| 10e \| Mischa Bredewold \| Pays-Bas \| Parkhotel Valkenburg \| + 1 min 53 s \| |                     |             |                      |                 |
| |                     |             |                      |                 |
| |                     |             |                      |                 |
| Classement général |                     |             |                      |                 |
| Coureuse | Coureuse            | Pays        | Équipe               | Temps           |
| 1re | Lotte Kopecky       | Belgique    | Belgique             | 8 h 54 min 09 s |
| 2e | Ellen van Dijk      | Pays-Bas    | Trek-Segafredo       | + 20 s          |
| 3e | Lorena Wiebes       | Pays-Bas    | Team DSM             | + 36 s          |
| 4e | Lourdes Oyarbide    | Espagne     | Movistar Team        | + 1 min 13 s    |
| 5e | Alena Amialiusik    | Biélorussie | Canyon-SRAM Racing   | + 1 min 24 s    |
| 6e | Jolien D'Hoore      | Belgique    | Belgique             | + 1 min 38 s    |
| 7e | Shari Bossuyt       | Belgique    | NXTG Racing          | + 1 min 40 s    |
| 8e | Marie Le Net        | France      | France               | + 1 min 48 s    |
| 9e | Amber van der Hulst | Pays-Bas    | Parkhotel Valkenburg | + 1 min 52 s    |
| 10e | Mischa Bredewold    | Pays-Bas    | Parkhotel Valkenburg | + 1 min 53 s    |

### Barème des points UCI
| Position           | 1er | 2e | 3e | 4e | 5e | 6e | 7e | 8e | 9e | 10e | 11e | 12e | 13e à 15e | 16e à 25e |
| Classement général | 125 | 85 | 70 | 60 | 50 | 40 | 35 | 30 | 25 | 20  | 15  | 10  | 5         | 3         |
| Par étape          | 16  | 12 | 8  | 6  | 5  | 4  | 3  | 2  |    |     |     |     |           |           |
| Leader, par étape  | 3   |    |    |    |    |    |    |    |    |     |     |     |           |           |

### Classements annexes

#### Classement par points
| Classement par points | Classement par points | Classement par points | Classement par points | Classement par points |
| Coureuse              | Coureuse              | Pays                  | Équipe                | Points                |
| --------------------- | --------------------- | --------------------- | --------------------- | --------------------- |
| 1re                   | Lotte Kopecky         | Belgique              | Belgique              | 63 pts                |
| 2e                    | Jolien D'Hoore        | Belgique              | Belgique              | 52 pts                |
| 3e                    | Ellen van Dijk        | Pays-Bas              | Trek-Segafredo        | 42 pts                |
| 4e                    | Lorena Wiebes         | Pays-Bas              | Team DSM              | 40 pts                |
| 5e                    | Alice Barnes          | Royaume-Uni           | Canyon-SRAM Racing    | 28 pts                |
| 6e                    | Alena Amialiusik      | Biélorussie           | Canyon-SRAM Racing    | 24 pts                |
| 7e                    | Yara Kastelijn        | Pays-Bas              | Plantur-Pura          | 15 pts                |
| 8e                    | Amber van der Hulst   | Pays-Bas              | Parkhotel Valkenburg  | 14 pts                |
| 9e                    | Barbara Guarischi     | Italie                | Movistar Team         | 12 pts                |
| 10e                   | Annemarie Worst       | Pays-Bas              | Plantur-Pura          | 10 pts                |

#### Classement de la meilleure grimpeuse
| Classement de la montagne | Classement de la montagne | Classement de la montagne | Classement de la montagne | Classement de la montagne |
| Coureuse                  | Coureuse                  | Pays                      | Équipe                    | Points                    |
| ------------------------- | ------------------------- | ------------------------- | ------------------------- | ------------------------- |
| 1re                       | Ellen van Dijk            | Pays-Bas                  | Trek-Segafredo            | 27 pts                    |
| 2e                        | Lotte Kopecky             | Belgique                  | Belgique                  | 18 pts                    |
| 3e                        | Rotem Gafinovitz          | Israël                    | Bingoal-Chevalmeire       | 15 pts                    |
| 4e                        | Trixi Worrack             | Allemagne                 | Trek-Segafredo            | 13 pts                    |
| 5e                        | Mischa Bredewold          | Pays-Bas                  | Parkhotel Valkenburg      | 9 pts                     |
| 6e                        | Alena Amialiusik          | Biélorussie               | Canyon-SRAM Racing        | 8 pts                     |
| 7e                        | Alice Barnes              | Royaume-Uni               | Canyon-SRAM Racing        | 8 pts                     |
| 8e                        | Jolien D'Hoore            | Belgique                  | Belgique                  | 5 pts                     |
| 9e                        | Lorena Wiebes             | Pays-Bas                  | Team DSM                  | 4 pts                     |
| 10e                       | Pfeiffer Georgi           | Royaume-Uni               | Team DSM                  | 4 pts                     |

#### Classement de la meilleure jeune
| Classement du meilleur jeune | Classement du meilleur jeune | Classement du meilleur jeune | Classement du meilleur jeune      | Classement du meilleur jeune |
| Coureuse                     | Coureuse                     | Pays                         | Équipe                            | Temps                        |
| ---------------------------- | ---------------------------- | ---------------------------- | --------------------------------- | ---------------------------- |
| 1re                          | Lorena Wiebes                | Pays-Bas                     | Team DSM                          | 8 h 54 min 45 s              |
| 2e                           | Shari Bossuyt                | Belgique                     | NXTG Racing                       | + 1 min 04 s                 |
| 3e                           | Marie Le Net                 | France                       | France                            | + 1 min 12 s                 |
| 4e                           | Amber van der Hulst          | Pays-Bas                     | Parkhotel Valkenburg              | + 1 min 16 s                 |
| 5e                           | Mischa Bredewold             | Pays-Bas                     | Parkhotel Valkenburg              | + 1 min 17 s                 |
| 6e                           | Pfeiffer Georgi              | Royaume-Uni                  | Team DSM                          | + 1 min 19 s                 |
| 7e                           | Anne Dorthe Ysland           | Norvège                      | Norvège                           | + 1 min 28 s                 |
| 8e                           | Julie De Wilde               | Belgique                     | Plantur-Pura                      | + 1 min 28 s                 |
| 9e                           | Sara Martín                  | Espagne                      | Movistar Team                     | + 1 min 35 s                 |
| 10e                          | Anna Kay                     | Royaume-Uni                  | Rupelcleaning-Champion lubricants | + 2 min 25 s                 |

#### Classement de la meilleure équipe
| Classement par équipes | Classement par équipes | Classement par équipes | Classement par équipes |
| Équipe                 | Équipe                 | Pays                   | Temps                  |
| ---------------------- | ---------------------- | ---------------------- | ---------------------- |

## Évolution des classements
| Étape              |                    | Vainqueur _      | Classement général | Classement par points | Meilleure grimpeuse | Meilleure jeune  | Meilleure équipe _ |
| ------------------ | ------------------ | ---------------- | ------------------ | --------------------- | ------------------- | ---------------- | ------------------ |
| Prologue           | prologue           | Ellen van Dijk   | Ellen van Dijk     | non attribué          | non attribué        | Elynor Bäckstedt | Trek-Segafredo     |
| 1re étape          | étape de plaine    | Lorena Wiebes    | Jolien D'Hoore     | Jolien D'Hoore        | non attribué        | Lorena Wiebes    | Trek-Segafredo     |
| 2e étape           | étape de plaine    | Alena Amialiusik | Lorena Wiebes      | Lotte Kopecky         | Rotem Gafinovitz    | Lorena Wiebes    | Team DSM           |
| 3e étape           | étape vallonnée    | Lotte Kopecky    | Lotte Kopecky      | Lotte Kopecky         | Ellen van Dijk      | Lorena Wiebes    | Plantur-Pura       |
| Classements finals | Classements finals |                  | Lotte Kopecky      | Lotte Kopecky         | Ellen van Dijk      | Lorena Wiebes    | Plantur-Pura       |

## Liste des participantes
| Légende                             | Légende | Légende                                | Légende                                                                                              |
| ----------------------------------- | --- | -------------------------------------- | --- |
| Num                                 | Dossard de départ porté par la coureuse sur ce Tour de Belgique féminin                                       | Pos                                    | Position finale au classement général                                                                |
| Leader du classement général        | Indique la vainqueur du classement général                                                                    | Leader du classement par points        | Indique la vainqueur du classement par points                                                        |
| Leader du classement de la montagne | Indique la vainqueur du classement de la montagne                                                             | Leader du classement du meilleur jeune | Indique la vainqueur du classement de la meilleure jeune                                             |
|                                     | Indique un maillot de champion national ou mondial, suivi de sa spécialité                                    | #                                      | Indique la meilleure équipe                                                                          |
| NP                                  | Indique une coureuse qui n'a pas pris le départ d'une étape, suivi du numéro de l'étape où elle s'est retirée | AB                                     | Indique une coureuse qui n'a pas terminé une étape, suivi du numéro de l'étape où elle s'est retirée |
| HD                                  | Indique un coureuse qui a terminé une étape hors des délais, suivi du numéro de l'étape                       | DSQ                                    | Indique un coureur qui a été disqualifié de la course, suivi du numéro de l'étape                    |
| *                                   | Indique un coureuse en lice pour le classement de la meilleure jeune (coureuses nées après le )               |                                        | |

| Movistar Team MOV | Movistar Team MOV       | Movistar Team MOV |
| ----------------- | ----------------------- | ----------------- |
| Num               | Coureuse                | Pos               |
| 1                 | Sara Martín (ESP)       | 17e               |
| 2                 | Alicia González (ESP)   | 28e               |
| 3                 | Barbara Guarischi (ITA) | 46e               |
| 4                 | Lourdes Oyarbide (ESP)  | 4e                |
| 5                 | Gloria Rodríguez (ESP)  | 85e               |
| 6                 | Alba Teruel (ESP)       | 77e               |

| Trek-Segafredo TFS | Trek-Segafredo TFS                 | Trek-Segafredo TFS |
| ------------------ | ---------------------------------- | ------------------ |
| Num                | Coureuse                           | Pos                |
| 11                 | Elynor Bäckstedt (GBR)             | AB-3               |
| 12                 | Amalie Dideriksen (DEN) (route)    | AB-2               |
| 13                 | Audrey Cordon-Ragot (FRA) (chrono) | AB-2               |
| 14                 | Lauretta Hanson (AUS)              | 32e                |
| 15                 | Ellen van Dijk (NED)               | 2e                 |
| 16                 | Trixi Worrack (GER)                | 64e                |

| Canyon-SRAM Racing CSR | Canyon-SRAM Racing CSR | Canyon-SRAM Racing CSR |
| ---------------------- | ---------------------- | ---------------------- |
| Num                    | Coureuse               | Pos                    |
| 21                     | Alice Barnes (GBR)     | 41e                    |
| 22                     | Alena Amialiusik (BLR) | 5e                     |
| 23                     | Ella Harris (NZL)      | 27e                    |
| 25                     | Hannah Ludwig (GER)    | 29e                    |
| 26                     | Neve Bradbury (AUS)    | 39e                    |

| Team BikeExchange BEX | Team BikeExchange BEX | Team BikeExchange BEX |
| --------------------- | --------------------- | --------------------- |
| Num                   | Coureuse              | Pos                   |
| 31                    | Jessica Allen (AUS)   | AB-3                  |
| 32                    | Urška Žigart (SLO)    | 73e                   |
| 33                    | Teniel Campbell (TTO) | 54e                   |
| 34                    | Arianna Fidanza (ITA) | 65e                   |
| 35                    | Janneke Ensing (NED)  | 22e                   |
| 36                    | Moniek Tenniglo (NED) | AB-2                  |

| Team DSM DSM | Team DSM DSM           | Team DSM DSM |
| ------------ | ---------------------- | ------------ |
| Num          | Coureuse               | Pos          |
| 41           | Susanne Andersen (NOR) | 33e          |
| 42           | Pfeiffer Georgi (GBR)  | 11e          |
| 43           | Franziska Koch (GER)   | 31e          |
| 44           | Wilma Olausson (SWE)   | 52e          |
| 45           | Julia Soek (NED)       | AB-3         |
| 46           | Lorena Wiebes (NED)    | 3e           |

| Parkhotel Valkenburg PHV | Parkhotel Valkenburg PHV  | Parkhotel Valkenburg PHV |
| ------------------------ | ------------------------- | ------------------------ |
| Num                      | Coureuse                  | Pos                      |
| 51                       | Amber van der Hulst (NED) | 9e                       |
| 52                       | Femke Markus (NED)        | 30e                      |
| 53                       | Lieke Nooijen (NED)       | AB-3                     |
| 54                       | Mischa Bredewold (NED)    | 10e                      |
| 55                       | Leonie Bos (NED)          | AB-2                     |
| 56                       | Kirstie van Haaften (NED) | AB-2                     |

| Bingoal-Chevalmeire CCT | Bingoal-Chevalmeire CCT         | Bingoal-Chevalmeire CCT |
| ----------------------- | ------------------------------- | ----------------------- |
| Num                     | Coureuse                        | Pos                     |
| 61                      | Rotem Gafinovitz (ISR) (chrono) | 40e                     |
| 62                      | Claudia Jongerius (NED)         | 55e                     |
| 63                      | Natalie van Gogh (NED)          | 34e                     |
| 64                      | Kelly Van den Steen (BEL)       | 38e                     |
| 65                      | Justine Ghekiere (BEL)          | 42e                     |
| 66                      | Caren Commissaris (NED)         | AB-3                    |

| Doltcini-Van Eyck-Proximus DVE | Doltcini-Van Eyck-Proximus DVE | Doltcini-Van Eyck-Proximus DVE |
| ------------------------------ | ------------------------------ | ------------------------------ |
| Num                            | Coureuse                       | Pos                            |
| 71                             | Bryony van Velzen (NED)        | AB-1                           |
| 72                             | Nicole Steigenga (NED)         | 48e                            |
| 73                             | Victoire Berteau (FRA)         | 51e                            |
| 74                             | Christina Schweinberger (AUT)  | 50e                            |
| 75                             | Mieke Docx (BEL)               | AB-2                           |
| 76                             | Minke Bakker (NED)             | AB-2                           |

| Lotto Soudal Ladies LSL | Lotto Soudal Ladies LSL  | Lotto Soudal Ladies LSL |
| ----------------------- | ------------------------ | ----------------------- |
| Num                     | Coureuse                 | Pos                     |
| 81                      | Danique Braam (NED)      | 43e                     |
| 82                      | Alana Castrique (BEL)    | 49e                     |
| 83                      | Abby-Mae Parkinson (GBR) | NP-3                    |
| 84                      | Hanna Nilsson (SWE)      | AB-1                    |
| 85                      | Jesse Vandenbulcke (BEL) | 14e                     |
| 86                      | Anna Plichta (POL)       | AB-2                    |

| NXTG Racing NXG | NXTG Racing NXG       | NXTG Racing NXG |
| --------------- | --------------------- | --------------- |
| Num             | Coureuse              | Pos             |
| 91              | Shari Bossuyt (BEL)   | 7e              |
| 92              | Julia Borgström (SWE) | 26e             |
| 93              | Amelia Sharpe (GBR)   | 81e             |
| 94              | Britt Knaven (BEL)    | AB-3            |
| 95              | Catalina Soto (CHI)   | 44e             |
| 96              | Emily Wadsworth (GBR) | 80e             |

| Lviv Cycling Team LCW | Lviv Cycling Team LCW   | Lviv Cycling Team LCW |
| --------------------- | ----------------------- | --------------------- |
| Num                   | Coureuse                | Pos                   |
| 101                   | Bronwyn Macgregor (NZL) | 57e                   |
| 102                   | Naomi de Roeck (BEL)    | 78e                   |
| 103                   | Sofiia Shevchenko (UKR) | AB-2                  |
| 104                   | Viktoriya Bondar (UKR)  | AB-3                  |
| 105                   | Margarita Lopez (ESP)   | AB-2                  |
| 106                   | Hanna Solovey (UKR)     | 86e                   |

| Plantur-Pura ___ | Plantur-Pura ___       | Plantur-Pura ___ |
| ---------------- | ---------------------- | ---------------- |
| Num              | Coureuse               | Pos              |
| 111              | Sanne Cant (BEL)       | 25e              |
| 112              | Yara Kastelijn (NED)   | 21e              |
| 113              | Annemarie Worst (NED)  | 15e              |
| 114              | Aniek van Alphen (NED) | 53e              |
| 115              | Julie De Wilde (BEL)   | 13e              |
| 116              | Manon Bakker (NED)     | 62e              |

| Multum Accountants MUL | Multum Accountants MUL     | Multum Accountants MUL |
| ---------------------- | -------------------------- | ---------------------- |
| Num                    | Coureuse                   | Pos                    |
| 121                    | Ann-Sophie Duyck (BEL)     | 18e                    |
| 122                    | Fien Delbaere (BEL)        | 61e                    |
| 123                    | Céline van Houtum (NED)    | 82e                    |
| 124                    | Rosalie Van der Wolf (NED) | 56e                    |
| 125                    | Marijke de Smedt (BEL)     | 59e                    |
| 126                    | Lara Defour (BEL)          | NP-2                   |

| Rupelcleaning-Champion lubricants RUP | Rupelcleaning-Champion lubricants RUP | Rupelcleaning-Champion lubricants RUP |
| ------------------------------------- | ------------------------------------- | ------------------------------------- |
| Num                                   | Coureuse                              | Pos                                   |
| 131                                   | Sara Van de Vel (BEL)                 | 24e                                   |
| 132                                   | Marion Norbert-Riberolle (BEL)        | 76e                                   |
| 133                                   | Anna Kay (GBR)                        | 23e                                   |
| 134                                   | Svenja Betz (GER)                     | 45e                                   |
| 135                                   | Isabelle Beckers (BEL)                | AB-3                                  |
| 136                                   | Antonia Gröndahl (FIN) (route)        | 63e                                   |

| Pauwels Sauzen-Bingoal PSB | Pauwels Sauzen-Bingoal PSB | Pauwels Sauzen-Bingoal PSB |
| -------------------------- | -------------------------- | -------------------------- |
| Num                        | Coureuse                   | Pos                        |
| 141                        | Fem van Empel (NED)        | AB-2                       |
| 142                        | Laura Verdonschot (BEL)    | AB-3                       |
| 143                        | Maud Kaptheijns (NED)      | 91e                        |
| 145                        | Suzanne Verhoeven (BEL)    | 75e                        |
| 146                        | Julie Brouwers (BEL)       | AB-2                       |

| Belgique BEL | Belgique BEL                    | Belgique BEL |
| ------------ | ------------------------------- | ------------ |
| Num          | Coureuse                        | Pos          |
| 151          | Kim de Baat                     | 69e          |
| 152          | Jolien D'Hoore                  | 6e           |
| 153          | Lotte Kopecky (route et chrono) | 1re          |
| 154          | Jinse Peeters                   | 88e          |
| 155          | Ellen Feytens                   | AB-2         |

| France FRA | France FRA              | France FRA |
| ---------- | ----------------------- | ---------- |
| Num        | Coureuse                | Pos        |
| 161        | Clara Copponi           | NP-2       |
| 162        | Valentine Fortin        | AB-3       |
| 163        | India Grangier          | 47e        |
| 164        | Maëlle Grossetête       | 36e        |
| 165        | Marie-Morgane Le Deunff | AB-3       |
| 166        | Marie Le Net            | 8e         |

| Allemagne GER | Allemagne GER           | Allemagne GER |
| ------------- | ----------------------- | ------------- |
| Num           | Coureuse                | Pos           |
| 171           | Katharina Hechler       | NP-2          |
| 172           | Lena Charlotte Reißner  | 90e           |
| 173           | Dorothea Anna Heitzmann | AB-2          |
| 174           | Hanna Dopjans           | AB-2          |
| 175           | Friederike Stern        | AB-2          |
| 176           | Lea Lin Teutenberg      | 66e           |

| Norvège NOR | Norvège NOR           | Norvège NOR |
| ----------- | --------------------- | ----------- |
| Num         | Coureuse              | Pos         |
| 181         | Emilie Moberg         | 35e         |
| 182         | Ingvild Gåskjenn      | 19e         |
| 183         | Tiril Jørgensen       | AB-3        |
| 184         | Mie Bjørndal Ottestad | 16e         |
| 185         | Anne Dorthe Ysland    | 12e         |
| 186         | Elise Marie Olsen     | 79e         |

| S-bikes Bodhi ___ | S-bikes Bodhi ___           | S-bikes Bodhi ___ |
| ----------------- | --------------------------- | ----------------- |
| Num               | Coureuse                    | Pos               |
| 191               | Laura Vainionpää (FIN)      | 70e               |
| 192               | Demi van Dijke (NED)        | AB-3              |
| 194               | Arianna Pruisscher (NED)    | 20e               |
| 195               | Desiree Liegeois (NED)      | AB-1              |
| 196               | Saartje Vandenbroucke (BEL) | 89e               |

| Isorex NoAqua Ladies Cycling ___ | Isorex NoAqua Ladies Cycling ___ | Isorex NoAqua Ladies Cycling ___ |
| -------------------------------- | -------------------------------- | -------------------------------- |
| Num                              | Coureuse                         | Pos                              |
| 201                              | Trine Holmsgaard                 | 71e                              |
| 202                              | Josie Nelson (GBR)               | 72e                              |
| 203                              | Sami Donnelly (NZL)              | NP-2                             |
| 204                              | Corinna Lechner (GER)            | 67e                              |

| Bingoal-Chevalmeire CCT | Bingoal-Chevalmeire CCT | Bingoal-Chevalmeire CCT |
| ----------------------- | ----------------------- | ----------------------- |
| Num                     | Coureuse                | Pos                     |
| 211                     | Julie Debock (BEL)      | AB-2                    |
| 212                     | Lien Lanssens (BEL)     | 87e                     |

| Bingoal WB ___ | Bingoal WB ___      | Bingoal WB ___ |
| -------------- | ------------------- | -------------- |
| Num            | Coureuse            | Pos            |
| 213            | Fiona Mertens (BEL) | 83e            |

| Bingoal-Chevalmeire CCT | Bingoal-Chevalmeire CCT | Bingoal-Chevalmeire CCT |
| ----------------------- | ----------------------- | ----------------------- |
| Num                     | Coureuse                | Pos                     |
| 214                     | Justine Vromanne (BEL)  | AB-2                    |

| Bingoal WB ___ | Bingoal WB ___        | Bingoal WB ___ |
| -------------- | --------------------- | -------------- |
| Num            | Coureuse              | Pos            |
| 215            | Eleanor Wiseman (GBR) | 80e            |
| 216            | Allison Zava (BEL)    | AB-2           |

| Keukens Redant ___ | Keukens Redant ___         | Keukens Redant ___ |
| ------------------ | -------------------------- | ------------------ |
| Num                | Coureuse                   | Pos                |
| 221                | Imogen Cotter (IRL)        | AB-1               |
| 222                | Evelien Debboudt (BEL)     | AB-2               |
| 223                | Lensy Debboudt (BEL)       | AB-3               |
| 224                | Vibeke Lystad (NOR)        | AB-2               |
| 225                | Birgitte Ravndal (NOR)     | 37e                |
| 226                | Quinty van de Guchte (NED) | 60e                |

| Pays-Bas NED | Pays-Bas NED      | Pays-Bas NED |
| ------------ | ----------------- | ------------ |
| Num          | Coureuse          | Pos          |
| 231          | Marit Cent        | 68e          |
| 232          | Anne Van Rooijen  | 58e          |
| 233          | Lente Boskamp     | AB-3         |
| 234          | Laura Molenaar    | AB-3         |
| 235          | Lisa Van Helvoirt | 84e          |
| 236          | Daphne Kreulen    | AB-3         |

| Watersley R&D Cycling Team ___ | Watersley R&D Cycling Team ___ | Watersley R&D Cycling Team ___ |
| ------------------------------ | ------------------------------ | ------------------------------ |
| Num                            | Coureuse                       | Pos                            |
| 241                            | Eline Van Rooijen (NED)        | AB-3                           |
| 243                            | Ingrit Verhoeff (NED)          | AB-3                           |
| 244                            | Josephine Peloquin (CAN)       | AB-1                           |
| 245                            | Ilse Grit (NED)                | AB-2                           |
| 246                            | Adèle Desgagnés (CAN)          | AB-2                           |

| Movistar Team MOV | Movistar Team MOV       | Movistar Team MOV |
| ----------------- | ----------------------- | ----------------- |
| Num               | Coureuse                | Pos               |
| 1                 | Sara Martín (ESP)       | 17e               |
| 2                 | Alicia González (ESP)   | 28e               |
| 3                 | Barbara Guarischi (ITA) | 46e               |
| 4                 | Lourdes Oyarbide (ESP)  | 4e                |
| 5                 | Gloria Rodríguez (ESP)  | 85e               |
| 6                 | Alba Teruel (ESP)       | 77e               |

| Trek-Segafredo TFS | Trek-Segafredo TFS                 | Trek-Segafredo TFS |
| ------------------ | ---------------------------------- | ------------------ |
| Num                | Coureuse                           | Pos                |
| 11                 | Elynor Bäckstedt (GBR)             | AB-3               |
| 12                 | Amalie Dideriksen (DEN) (route)    | AB-2               |
| 13                 | Audrey Cordon-Ragot (FRA) (chrono) | AB-2               |
| 14                 | Lauretta Hanson (AUS)              | 32e                |
| 15                 | Ellen van Dijk (NED)               | 2e                 |
| 16                 | Trixi Worrack (GER)                | 64e                |

| Canyon-SRAM Racing CSR | Canyon-SRAM Racing CSR | Canyon-SRAM Racing CSR |
| ---------------------- | ---------------------- | ---------------------- |
| Num                    | Coureuse               | Pos                    |
| 21                     | Alice Barnes (GBR)     | 41e                    |
| 22                     | Alena Amialiusik (BLR) | 5e                     |
| 23                     | Ella Harris (NZL)      | 27e                    |
| 25                     | Hannah Ludwig (GER)    | 29e                    |
| 26                     | Neve Bradbury (AUS)    | 39e                    |

| Team BikeExchange BEX | Team BikeExchange BEX | Team BikeExchange BEX |
| --------------------- | --------------------- | --------------------- |
| Num                   | Coureuse              | Pos                   |
| 31                    | Jessica Allen (AUS)   | AB-3                  |
| 32                    | Urška Žigart (SLO)    | 73e                   |
| 33                    | Teniel Campbell (TTO) | 54e                   |
| 34                    | Arianna Fidanza (ITA) | 65e                   |
| 35                    | Janneke Ensing (NED)  | 22e                   |
| 36                    | Moniek Tenniglo (NED) | AB-2                  |

| Team DSM DSM | Team DSM DSM           | Team DSM DSM |
| ------------ | ---------------------- | ------------ |
| Num          | Coureuse               | Pos          |
| 41           | Susanne Andersen (NOR) | 33e          |
| 42           | Pfeiffer Georgi (GBR)  | 11e          |
| 43           | Franziska Koch (GER)   | 31e          |
| 44           | Wilma Olausson (SWE)   | 52e          |
| 45           | Julia Soek (NED)       | AB-3         |
| 46           | Lorena Wiebes (NED)    | 3e           |

| Parkhotel Valkenburg PHV | Parkhotel Valkenburg PHV  | Parkhotel Valkenburg PHV |
| ------------------------ | ------------------------- | ------------------------ |
| Num                      | Coureuse                  | Pos                      |
| 51                       | Amber van der Hulst (NED) | 9e                       |
| 52                       | Femke Markus (NED)        | 30e                      |
| 53                       | Lieke Nooijen (NED)       | AB-3                     |
| 54                       | Mischa Bredewold (NED)    | 10e                      |
| 55                       | Leonie Bos (NED)          | AB-2                     |
| 56                       | Kirstie van Haaften (NED) | AB-2                     |

| Bingoal-Chevalmeire CCT | Bingoal-Chevalmeire CCT         | Bingoal-Chevalmeire CCT |
| ----------------------- | ------------------------------- | ----------------------- |
| Num                     | Coureuse                        | Pos                     |
| 61                      | Rotem Gafinovitz (ISR) (chrono) | 40e                     |
| 62                      | Claudia Jongerius (NED)         | 55e                     |
| 63                      | Natalie van Gogh (NED)          | 34e                     |
| 64                      | Kelly Van den Steen (BEL)       | 38e                     |
| 65                      | Justine Ghekiere (BEL)          | 42e                     |
| 66                      | Caren Commissaris (NED)         | AB-3                    |

| Doltcini-Van Eyck-Proximus DVE | Doltcini-Van Eyck-Proximus DVE | Doltcini-Van Eyck-Proximus DVE |
| ------------------------------ | ------------------------------ | ------------------------------ |
| Num                            | Coureuse                       | Pos                            |
| 71                             | Bryony van Velzen (NED)        | AB-1                           |
| 72                             | Nicole Steigenga (NED)         | 48e                            |
| 73                             | Victoire Berteau (FRA)         | 51e                            |
| 74                             | Christina Schweinberger (AUT)  | 50e                            |
| 75                             | Mieke Docx (BEL)               | AB-2                           |
| 76                             | Minke Bakker (NED)             | AB-2                           |

| Lotto Soudal Ladies LSL | Lotto Soudal Ladies LSL  | Lotto Soudal Ladies LSL |
| ----------------------- | ------------------------ | ----------------------- |
| Num                     | Coureuse                 | Pos                     |
| 81                      | Danique Braam (NED)      | 43e                     |
| 82                      | Alana Castrique (BEL)    | 49e                     |
| 83                      | Abby-Mae Parkinson (GBR) | NP-3                    |
| 84                      | Hanna Nilsson (SWE)      | AB-1                    |
| 85                      | Jesse Vandenbulcke (BEL) | 14e                     |
| 86                      | Anna Plichta (POL)       | AB-2                    |

| NXTG Racing NXG | NXTG Racing NXG       | NXTG Racing NXG |
| --------------- | --------------------- | --------------- |
| Num             | Coureuse              | Pos             |
| 91              | Shari Bossuyt (BEL)   | 7e              |
| 92              | Julia Borgström (SWE) | 26e             |
| 93              | Amelia Sharpe (GBR)   | 81e             |
| 94              | Britt Knaven (BEL)    | AB-3            |
| 95              | Catalina Soto (CHI)   | 44e             |
| 96              | Emily Wadsworth (GBR) | 80e             |

| Lviv Cycling Team LCW | Lviv Cycling Team LCW   | Lviv Cycling Team LCW |
| --------------------- | ----------------------- | --------------------- |
| Num                   | Coureuse                | Pos                   |
| 101                   | Bronwyn Macgregor (NZL) | 57e                   |
| 102                   | Naomi de Roeck (BEL)    | 78e                   |
| 103                   | Sofiia Shevchenko (UKR) | AB-2                  |
| 104                   | Viktoriya Bondar (UKR)  | AB-3                  |
| 105                   | Margarita Lopez (ESP)   | AB-2                  |
| 106                   | Hanna Solovey (UKR)     | 86e                   |

| Plantur-Pura ___ | Plantur-Pura ___       | Plantur-Pura ___ |
| ---------------- | ---------------------- | ---------------- |
| Num              | Coureuse               | Pos              |
| 111              | Sanne Cant (BEL)       | 25e              |
| 112              | Yara Kastelijn (NED)   | 21e              |
| 113              | Annemarie Worst (NED)  | 15e              |
| 114              | Aniek van Alphen (NED) | 53e              |
| 115              | Julie De Wilde (BEL)   | 13e              |
| 116              | Manon Bakker (NED)     | 62e              |

| Multum Accountants MUL | Multum Accountants MUL     | Multum Accountants MUL |
| ---------------------- | -------------------------- | ---------------------- |
| Num                    | Coureuse                   | Pos                    |
| 121                    | Ann-Sophie Duyck (BEL)     | 18e                    |
| 122                    | Fien Delbaere (BEL)        | 61e                    |
| 123                    | Céline van Houtum (NED)    | 82e                    |
| 124                    | Rosalie Van der Wolf (NED) | 56e                    |
| 125                    | Marijke de Smedt (BEL)     | 59e                    |
| 126                    | Lara Defour (BEL)          | NP-2                   |

| Rupelcleaning-Champion lubricants RUP | Rupelcleaning-Champion lubricants RUP | Rupelcleaning-Champion lubricants RUP |
| ------------------------------------- | ------------------------------------- | ------------------------------------- |
| Num                                   | Coureuse                              | Pos                                   |
| 131                                   | Sara Van de Vel (BEL)                 | 24e                                   |
| 132                                   | Marion Norbert-Riberolle (BEL)        | 76e                                   |
| 133                                   | Anna Kay (GBR)                        | 23e                                   |
| 134                                   | Svenja Betz (GER)                     | 45e                                   |
| 135                                   | Isabelle Beckers (BEL)                | AB-3                                  |
| 136                                   | Antonia Gröndahl (FIN) (route)        | 63e                                   |

| Pauwels Sauzen-Bingoal PSB | Pauwels Sauzen-Bingoal PSB | Pauwels Sauzen-Bingoal PSB |
| -------------------------- | -------------------------- | -------------------------- |
| Num                        | Coureuse                   | Pos                        |
| 141                        | Fem van Empel (NED)        | AB-2                       |
| 142                        | Laura Verdonschot (BEL)    | AB-3                       |
| 143                        | Maud Kaptheijns (NED)      | 91e                        |
| 145                        | Suzanne Verhoeven (BEL)    | 75e                        |
| 146                        | Julie Brouwers (BEL)       | AB-2                       |

| Belgique BEL | Belgique BEL                    | Belgique BEL |
| ------------ | ------------------------------- | ------------ |
| Num          | Coureuse                        | Pos          |
| 151          | Kim de Baat                     | 69e          |
| 152          | Jolien D'Hoore                  | 6e           |
| 153          | Lotte Kopecky (route et chrono) | 1re          |
| 154          | Jinse Peeters                   | 88e          |
| 155          | Ellen Feytens                   | AB-2         |

| France FRA | France FRA              | France FRA |
| ---------- | ----------------------- | ---------- |
| Num        | Coureuse                | Pos        |
| 161        | Clara Copponi           | NP-2       |
| 162        | Valentine Fortin        | AB-3       |
| 163        | India Grangier          | 47e        |
| 164        | Maëlle Grossetête       | 36e        |
| 165        | Marie-Morgane Le Deunff | AB-3       |
| 166        | Marie Le Net            | 8e         |

| Allemagne GER | Allemagne GER           | Allemagne GER |
| ------------- | ----------------------- | ------------- |
| Num           | Coureuse                | Pos           |
| 171           | Katharina Hechler       | NP-2          |
| 172           | Lena Charlotte Reißner  | 90e           |
| 173           | Dorothea Anna Heitzmann | AB-2          |
| 174           | Hanna Dopjans           | AB-2          |
| 175           | Friederike Stern        | AB-2          |
| 176           | Lea Lin Teutenberg      | 66e           |

| Norvège NOR | Norvège NOR           | Norvège NOR |
| ----------- | --------------------- | ----------- |
| Num         | Coureuse              | Pos         |
| 181         | Emilie Moberg         | 35e         |
| 182         | Ingvild Gåskjenn      | 19e         |
| 183         | Tiril Jørgensen       | AB-3        |
| 184         | Mie Bjørndal Ottestad | 16e         |
| 185         | Anne Dorthe Ysland    | 12e         |
| 186         | Elise Marie Olsen     | 79e         |

| S-bikes Bodhi ___ | S-bikes Bodhi ___           | S-bikes Bodhi ___ |
| ----------------- | --------------------------- | ----------------- |
| Num               | Coureuse                    | Pos               |
| 191               | Laura Vainionpää (FIN)      | 70e               |
| 192               | Demi van Dijke (NED)        | AB-3              |
| 194               | Arianna Pruisscher (NED)    | 20e               |
| 195               | Desiree Liegeois (NED)      | AB-1              |
| 196               | Saartje Vandenbroucke (BEL) | 89e               |

| Isorex NoAqua Ladies Cycling ___ | Isorex NoAqua Ladies Cycling ___ | Isorex NoAqua Ladies Cycling ___ |
| -------------------------------- | -------------------------------- | -------------------------------- |
| Num                              | Coureuse                         | Pos                              |
| 201                              | Trine Holmsgaard                 | 71e                              |
| 202                              | Josie Nelson (GBR)               | 72e                              |
| 203                              | Sami Donnelly (NZL)              | NP-2                             |
| 204                              | Corinna Lechner (GER)            | 67e                              |

| Bingoal-Chevalmeire CCT | Bingoal-Chevalmeire CCT | Bingoal-Chevalmeire CCT |
| ----------------------- | ----------------------- | ----------------------- |
| Num                     | Coureuse                | Pos                     |
| 211                     | Julie Debock (BEL)      | AB-2                    |
| 212                     | Lien Lanssens (BEL)     | 87e                     |

| Bingoal WB ___ | Bingoal WB ___      | Bingoal WB ___ |
| -------------- | ------------------- | -------------- |
| Num            | Coureuse            | Pos            |
| 213            | Fiona Mertens (BEL) | 83e            |

| Bingoal-Chevalmeire CCT | Bingoal-Chevalmeire CCT | Bingoal-Chevalmeire CCT |
| ----------------------- | ----------------------- | ----------------------- |
| Num                     | Coureuse                | Pos                     |
| 214                     | Justine Vromanne (BEL)  | AB-2                    |

| Bingoal WB ___ | Bingoal WB ___        | Bingoal WB ___ |
| -------------- | --------------------- | -------------- |
| Num            | Coureuse              | Pos            |
| 215            | Eleanor Wiseman (GBR) | 80e            |
| 216            | Allison Zava (BEL)    | AB-2           |

| Keukens Redant ___ | Keukens Redant ___         | Keukens Redant ___ |
| ------------------ | -------------------------- | ------------------ |
| Num                | Coureuse                   | Pos                |
| 221                | Imogen Cotter (IRL)        | AB-1               |
| 222                | Evelien Debboudt (BEL)     | AB-2               |
| 223                | Lensy Debboudt (BEL)       | AB-3               |
| 224                | Vibeke Lystad (NOR)        | AB-2               |
| 225                | Birgitte Ravndal (NOR)     | 37e                |
| 226                | Quinty van de Guchte (NED) | 60e                |

| Pays-Bas NED | Pays-Bas NED      | Pays-Bas NED |
| ------------ | ----------------- | ------------ |
| Num          | Coureuse          | Pos          |
| 231          | Marit Cent        | 68e          |
| 232          | Anne Van Rooijen  | 58e          |
| 233          | Lente Boskamp     | AB-3         |
| 234          | Laura Molenaar    | AB-3         |
| 235          | Lisa Van Helvoirt | 84e          |
| 236          | Daphne Kreulen    | AB-3         |

| Watersley R&D Cycling Team ___ | Watersley R&D Cycling Team ___ | Watersley R&D Cycling Team ___ |
| ------------------------------ | ------------------------------ | ------------------------------ |
| Num                            | Coureuse                       | Pos                            |
| 241                            | Eline Van Rooijen (NED)        | AB-3                           |
| 243                            | Ingrit Verhoeff (NED)          | AB-3                           |
| 244                            | Josephine Peloquin (CAN)       | AB-1                           |
| 245                            | Ilse Grit (NED)                | AB-2                           |
| 246                            | Adèle Desgagnés (CAN)          | AB-2                           |

## Règlement de la course

### Classements et bonifications
Le classement général individuel au temps est calculé par le cumul des temps enregistrés dans chacune des étapes parcourues. Des bonifications et d'éventuelles pénalisations sont incluses dans le calcul du classement. Le coureur qui est premier de ce classement est porteur du maillot rouge. En cas d'égalité au temps, la somme des places obtenues sur chaque étape départage les concurrentes. En cas de nouvelle égalité, la place lors de la dernière étape sert de critère pour décider de la vainqueur.
Des bonifications sont attribuées dans cette épreuve. L'arrivée des étapes donne dix, six et quatre secondes de bonifications aux trois premières. Par ailleurs, durant la course, il existe des sprints intermédiaires dont les trois premiers sont récompensés respectivement de trois secondes, deux secondes et une seconde.

#### Classement par points
Le maillot vert, récompense le classement par points. Celui-ci se calcule selon le classement lors des arrivées d'étape.
Lors d'une arrivée d'étape, hors prologue, les dix premières se voient accorder des points selon le décompte suivant : 20, 15, 12, 10, 8, 6, 4, 3, 2 et 1 points. Les sprints intermédiaires attribuent 10, 5 et 2 points aux trois premières. En cas d'égalité, les coureurs sont prioritairement départagés par le nombre de victoires d'étapes. Si l'égalité persiste, le nombre de victoires à des sprints intermédiaires puis éventuellement la place obtenue au classement général entrent en compte. Pour être classé, un coureur doit avoir terminé la course dans les délais.

#### Classement de la meilleure grimpeuse
Le classement de la meilleure grimpeuse, ou classement des monts, est un classement spécifique basé sur les arrivées au sommet des ascensions répertoriées dans l'ensemble de la course. Les ascensions rapportent respectivement 5, 3 et 1 points aux trois premières coureuses. La première du classement des monts est détentrice du maillot à pois bleu. En cas d'égalité, les coureurs sont prioritairement départagés par le nombre de premières places aux sommets des ascensions. Si l'égalité persiste, le critère suivant est la place obtenue au classement général. Pour être classé, un coureur doit avoir terminé la course dans les délais.

#### Classement de la meilleure jeune
Le classement de la meilleure jeune ne concerne qu'une certaine catégorie de coureuses, celles étant âgées de moins de 23 ans. Ce classement, basé sur le classement général, attribue au premier un maillot blanc.

#### Classement des secteurs pavés
Les secteurs pavés rapportent respectivement 5, 3 et 1 points aux trois premières coureuses. La première du classement des monts est détentrice du maillot noir avec écriture en rose.

#### Classement par équipes
Le classement par équipes est calculé en conformité avec le règlement UCI.

##### Répartition des maillots
Chaque coureuse en tête d'un classement est porteuse du maillot ou du dossard distinctif correspondant. Cependant, dans le cas où une coureuse dominerait plusieurs classements, celle-ci ne porte qu'un seul maillot distinctif, selon une priorité de classements. Le classement général au temps est le classement prioritaire, suivi du classement par points, du classement de la meilleure grimpeuse, de celui de la meilleure jeune et de celui des secteurs pavés. Si ce cas de figure se produit, le maillot correspondant au classement annexe de priorité inférieure n'est pas porté par celui qui domine ce classement mais par son deuxième.

#### Primes
Les étapes, à l'exception du prologue, permettent de remporter les primes suivantes:
| Position | 1er   | 2e    | 3e    | 4e    | 5e    | 6e    | 7e    | 8e   | 9e   | 10e  |
| Prix     | 370 € | 225 € | 155 € | 145 € | 130 € | 115 € | 105 € | 90 € | 90 € | 90 € |

En sus, les coureuses placées de la 11e à la 15e place gagnent 55 €, et celles de la 16e à la 20e gagnent 40 €.
Le prologue rapporte quant à lui :
| Position | 1er   | 2e    | 3e    | 4e    | 5e   | 6e   | 7e   | 8e   | 9e   | 10e  |
| Prix     | 220 € | 155 € | 120 € | 110 € | 90 € | 80 € | 80 € | 80 € | 80 € | 80 € |

En sus, les coureuses placées de la 11e à la 15e place gagnent 50 €, et celles de la 16e à la 20e gagnent 35 €.
Le classement général final attribue les sommes suivantes :
| Position | 1er   | 2e    | 3e    | 4e    | 5e    | 6e   | 7e   | 8e   | 9e   | 10e  |
| Prix     | 400 € | 250 € | 150 € | 100 € | 100 € | 50 € | 50 € | 50 € | 50 € | 50 € |

En sus, les coureuses placées de la 11e à la 15e place gagnent 50 €.

#### Prix
Les trois premières du classement la montagne, par points et de la meilleure jeune gagnent 100, 75 et 50 €. Le prix des secteurs pavés est doté au total de 225 €. 
Enfin de la classement de la meilleure équipe donne : 250 €.